# Đảo Barnes
Đảo Barnes là một hòn đảo nhỏ trong quần đảo San Juan của bang Washington, Hoa Kỳ. Nó nằm gần đảo Clark ngoài khơi bờ biển phía đông bắc của Đảo Orcas.
Tên gọi của đảo được đặt bởi Charles Wilkes trong cuộc thám hiểm của Wilkes 1838-1842, để tôn vinh một thủy thủ đã thiệt mạng trong trận Lake Erie 1812.